# الکس لاولس
الکس لاولس (انگلیسی: Alex Lawless؛ زادهٔ ۲۶ مارس ۱۹۸۵) بازیکن فوتبال اهل بریتانیا است.
از باشگاه‌هایی که در آن بازی کرده‌است می‌توان به باشگاه فوتبال فولام، باشگاه فوتبال تورکی یونایتد، باشگاه فوتبال فارست گرین راورز، باشگاه فوتبال ابسفلیت یونایتد، باشگاه فوتبال یئوویل تاون، باشگاه فوتبال لیتون اورینت، باشگاه فوتبال لوتون تاون، و باشگاه فوتبال یورک سیتی اشاره کرد.